# Severoiztochen
Severoiztochen est une région de planification de Bulgarie. La région possède quatre oblasts : Silistra, Varna, Choumen et Dobritch.
Les villes les plus peuplées sont Varna (population municipale : 360 000 ; population aire urbaine : 500 000), Dobritch (population municipale : 105 000 ; population agglomération : 115 000), Choumen (95 000 habitants), Silistra (population municipale : 42 000 ; population agglomération : 52 000). L'agglomération de Varna comprend les villes de Provadia (14 000 habitants), Devnya (10 000 habitants), Aksakovo (7 600 habitants) et d'autres. L'agglomération de Silistra comprend les villages les plus peuplés de Bulgarie : Aïdemir (7 800 habitants) et Kalipetrovo (4 700 habitants).
La région est bordée par la mer Noire à l'est et est traversée par la rivière Kamtchiya.

## Économie
Severoiztochen est une des régions les plus riches de Bulgarie et est importante pour l'économie nationale. Son économie est principalement basée sur le secteur tertiaire dont le tourisme. Severoiztochen est le deuxième région la plus visitée de Bulgarie par les touristes étrangers, après Yugoiztochen. Les stations balnéaires les plus notables sont les Sables d'or, Albena et Saintes Constantine et Hélène (en). D'autres lieux touristiques sont Baltchik, Kavarna, Kaliakra, Madara et la réserve naturelle de Srébarna. Sur le territoire de Choumen se trouve le Monument de 1300 ans de Bulgarie (en). L'oblast de Silistra et celui de Dobritch forme la Dobroudja du Sud, le grenier à blé de la Bulgarie. Le port de Varna est le plus grand port de Bulgarie et le troisième plus grand de la mer Noire. Le port de Baltchik est un petit village de pêcheur. Sur le Danube, les ports importants sont Silistra (le quatrième plus important sur le fleuve) et Toutrakan. Varna est la deuxième capitale financière du pays après Sofia. La ville fournit entre autres dans l'électronique, la construction navale et l'agroalimentaire. D'autres centres industriels importants de la région sont Choumen (spécialisée dans la production et réparation de camions), Dobritch (spécialisée dans la production de nourriture, capitale officieuse de la Dobrudja), Silistra (spécialisée dans l'électronique et l'agroalimentaire), Devnya (important centre chimique pour le ciment et les fertilisants nitriques) et Tutrakan (spécialisée dans la nourriture et la construction de bateaux de pêche).

## Compléments
- Listes des régions NUTS de l'Union européenne
- Liste des régions NUTS de Bulgarie

## Sources
- (en) Cet article est partiellement ou en totalité issu de l’article de Wikipédia en anglais intitulé « Severoiztochen » (voir la liste des auteurs).